# Guaíra
Guaíra là một đô thị ở bang São Paulo của Brasil.
Đô thị này nằm ở vĩ độ 20º19'06" độ vĩ nam và kinh độ 48º18'38" độ vĩ tây, trên khu vực có độ cao 517 m. Dân số năm 2004 ước tính là 36.426 người.

## Thông tin nhân khẩu
Dữ liệu dân số theo điều tra dân số năm 2000
Tổng dân số: 34.610
- Dân số thành thị: 32.274
- Dân số nông thôn: 2.336
- Nam giới: 17.412
- Nữ giới: 17.198

Mật độ dân số (người/km²): 27,50
Tỷ lệ tử vong trẻ sơ sinh dưới 1 tuổi (trên một triệu người): 8,24
Tuổi thọ bình quân (tuổi): 75,93
Tỷ lệ sinh (số trẻ trên mỗi bà mẹ): 2,17
Tỷ lệ biết đọc biết viết: 91,07%
Chỉ số phát triển con người (HDI-M): 0,822
- Chỉ số phát triển con người - Thu nhập: 0,728
- Chỉ số phát triển con người - Tuổi thọ: 0,849
- Chỉ số phát triển con người - Giáo dục: 0,888

(Nguồn: IPEADATA)

### Sông ngòi
- Rio Grande
- Sông Sapucaí
- Rio Pardo
- Ribeirão do Jardim

### Các xa lộ
- SP-345
- SP-425